# Dornier-Nierensteinzertrümmerer
Der Dornier-Nierensteinzertrümmerer war das erste Gerät zur berührungslosen Zertrümmerung von Harnsteinen mit Hilfe von gebündelten Stoßwellen von außerhalb des Körpers (Extrakorporale Stoßwellenlithotripsie), das von der Immenstaader Dornier System GmbH (Dornier) etwa ab 1970 entwickelt wurde.
Das Verfahren hatte seinen ersten Einsatz am Menschen 1980 im Klinikum Großhadern in München. Die Methode war eine Revolution in der bis dahin üblichen chirurgischen Entfernung von Harnsteinen.

## Vorgeschichte

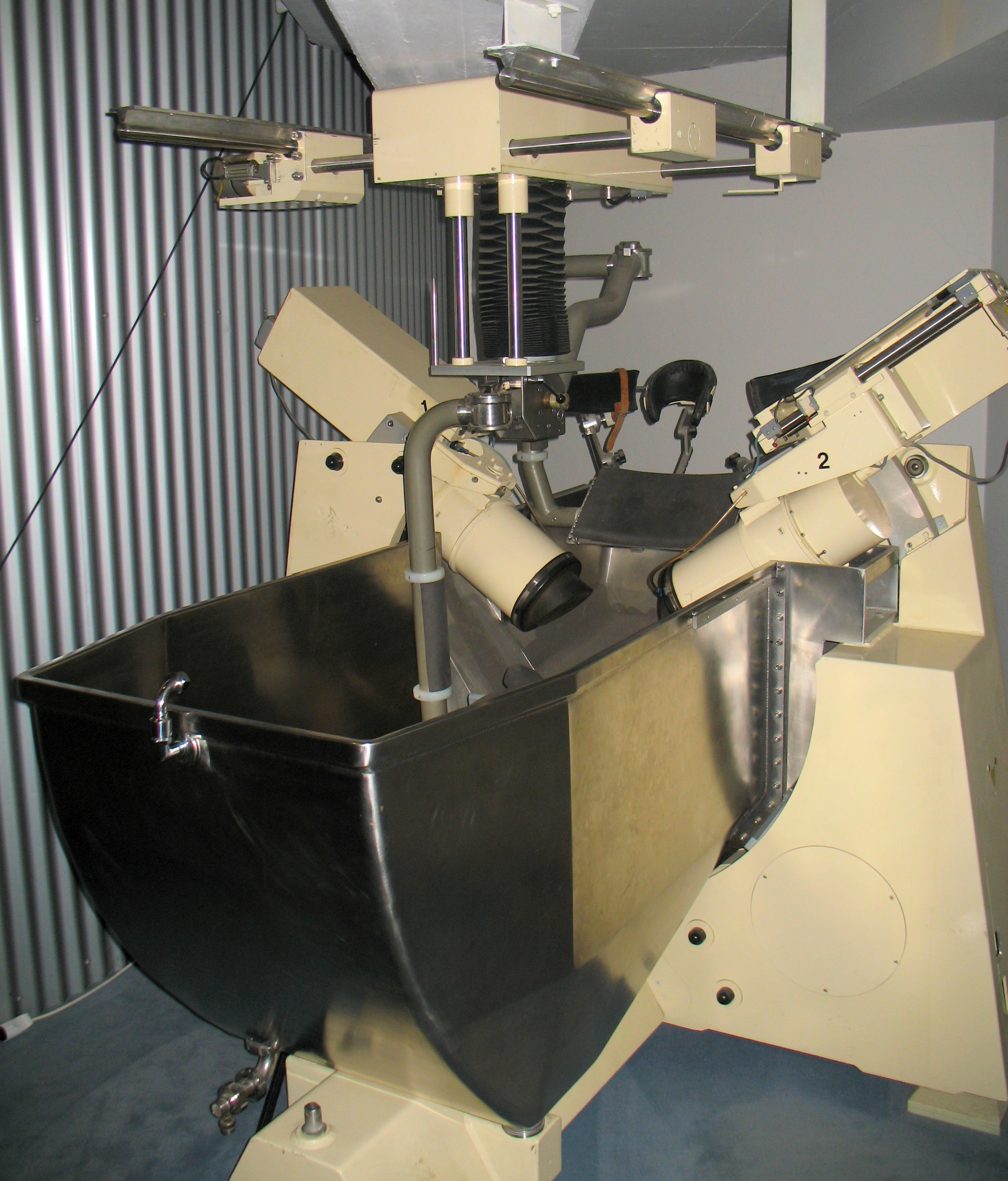
Nierensteinzertrümmerer HM1 (1980)

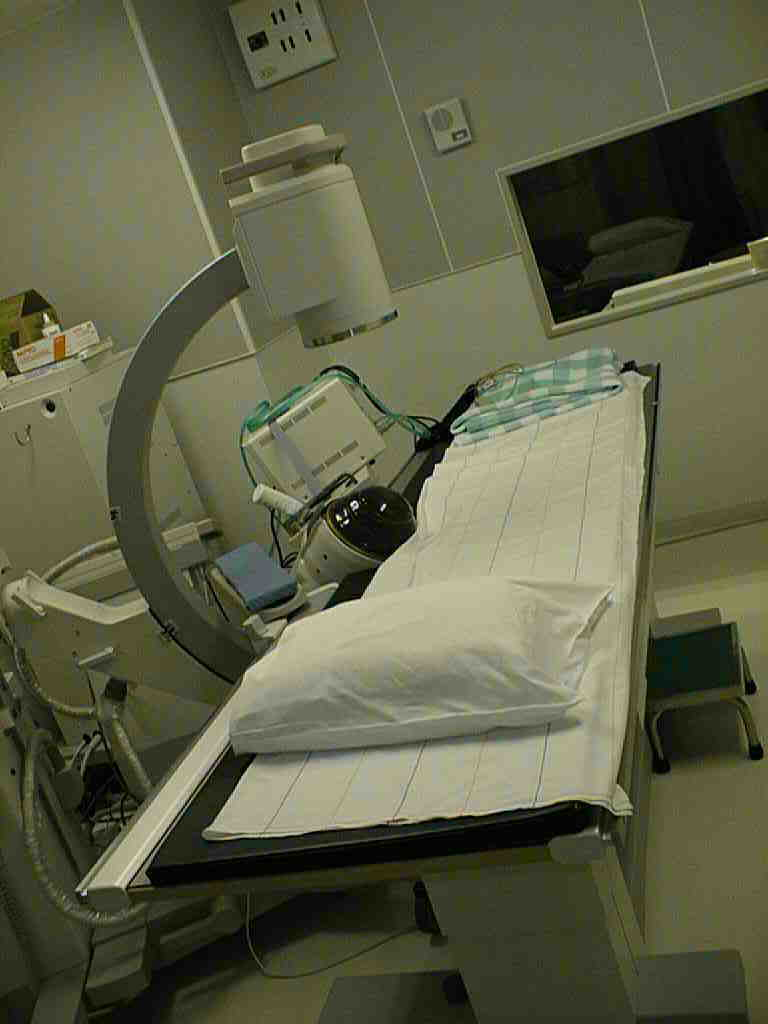
Nierensteinzertrümmerer neuerer Bauart (2005)

Die Stoßwellentechnik war ein Spin-off aus einer Entwicklungsarbeit zur Allwettertauglichkeit des Lockheed F-104 Starfighters. Der Starfighter konnte zwar bis Mach 2 fliegen, jedoch nur bei trockenem Wetter oder über den Wolken, was ihm auch die Bezeichnung „Schönwetterflugzeug“ einbrachte. Sobald beim Überschallflug Regen auf die Vorderkanten der Tragflächen traf, erodierte nicht nur die Oberfläche des Metalls, sondern die umgebende Materialstruktur wurde ebenfalls geschädigt. Man fand die Erklärung in der Stoßwelle, die der Regentropfen beim Auftreffen in Überschallgeschwindigkeit im Metall auslöst.
Um diese Stoßwellen im Labor zu erzeugen und um erosionsfeste Materialien zu testen, baute man zwei rotierende Arme, deren äußere Enden die Materialproben trugen. Der erste wurde im Freien unter Atmosphärendruck bis nahe Mach 1 betrieben. Der Betrieb unter Atmosphärendruck erzeugte intensiven Lärm.
Der zweite wurde in einem evakuierbaren Rezipienten bei einem Druck von ca. 10 mbar betrieben und erreichte eine Umfangsgeschwindigkeit bis 3 Mach. Der Betrieb bei diesem geringen Druck benötigte weniger Antriebsleistung und reduzierte die Lautstärke während der Tests. Dieser Prüfstand war mehr als 30 Jahre in Betrieb; er wurde um 2005 abgebaut.
Alternativ entwickelte man dann einen Stoßwellengenerator mit dem Prinzip der elektrohydraulisch erzeugten Stoßwellen. Ein Zündelement, das aus zwei Elektroden besteht, wird im Wasser mit Strom hoher Spannung aus einem vorher aufgeladenen Kondensator gezündet, sodass sich die umgebende Flüssigkeit an den Elektroden schlagartig erhitzt. Es bildet sich eine Gas- und Plasmablase, welche Druck in die umgebende Flüssigkeit abgibt. Die dabei entstehende Druckwelle breitet sich als Stoßwelle in der Schallgeschwindigkeit des Mediums aus. Sie bewegt dabei kein Wasser, sondern transportiert Energie. Die so erzeugte Stoßwelle wird in einem Reflektor gebündelt, fokussiert und ausgerichtet. Anzahl und Intensität der Stoßwellen ließen sich steuern und genau auf die Probe ausrichten. Dornier ließ sich diesen Stoßwellengenerator patentieren.

## Geräteentwicklung
Der Einsatz der Stoßwellen zum Zertrümmern von Nieren- und Gallensteinen und sonstige Mineralansammlungen im menschlichen Körper lag nahe; ein entsprechendes Gerät wurde von Dornier 1973 zum Patent angemeldet. Der Körper des Menschen mit 73 % Wasseranteil kann die Stoßwelle, wenn auch etwas abgeschwächt, weiterleiten. Verschiedenartige Nierensteine hatte man im Labor mit Erfolg zertrümmert. Nach Untersuchungen an narkotisierten Schweinen baute Dornier einen Prototyp zur extrakorporalen Stoßwellenlithotripsie (von griech. λίθος „Stein“ und τρίβειν „reiben“) am Menschen, der 1983 mit wenigen Abwandlungen in Serie ging.
Das damalige Gerät HM2 („Humanmodell 2“) bestand aus einer Art Badewanne, in deren Boden der Stoßwellengenerator eingelassen war. Der Patient wurde auf einer speziellen Liege in die Wanne gebracht. Das Wasser in der Wanne leitete die Stoßwellen vom Generator in den Körper des Patienten. Zur Ortung des Steins dienten zwei Röntgengeräte, deren Zentralstrahlen sich im Fokus des Stoßwellengenerators kreuzten und die dreidimensionale Ortung des Steins erlaubten. Zur Verhinderung von Herz-Arrhythmien wurde die Abfolge der Stoßwellen mit dem Puls des Patienten synchronisiert. Vom Nachfolgemodell HM3 exportierte Dornier 1983 bis 1986 122 Exemplare zum Stückpreis von etwa vier Millionen DM (2,05 Millionen Euro). Einige dieser Geräte sind 2008 noch in Betrieb. Die Produktion wurde Ende 1985 von Immenstaad nach Germering bei München verlagert.
Dornier nannte das Gerät „Nierensteinzertrümmerer“, es wurde später in wissenschaftlichen Veröffentlichungen in „Lithotripter“ umbenannt. Inzwischen gibt es eine Vielzahl von Lithotriptern für verschiedene Anwendungen und – nach Auslaufen des Patentschutzes für Dornier – auch von verschiedenen Herstellern. Der Patient liegt während der Behandlung heute nicht mehr in einer Wanne, sondern der von Wasser umgebene Generator fokussiert die Stoßwelle über eine an den Körper angelegte Gummimembran auf den Nierenstein. Die modernen Geräte erfassen heute automatisch die Lage des Steines und korrigieren die Position des Patienten. Auch übernehmen Ultraschallgeräte und nicht mehr Röntgengeräte die dreidimensionale Ausrichtung des Fokus der Stoßwellen. Heute (2008) sind auf der Welt über 5000 Lithotriptoren mit jährlich über einer Million Behandlungen im Einsatz.
1983 erhielt die Dornier System GmbH den Innovationspreis der deutschen Wirtschaft für die Entwicklung des Nierensteinzertrümmerers. Eines der ersten Seriengeräte (HM3) ist im Dornier-Museum in Friedrichshafen ausgestellt, der Prototyp steht heute im Deutschen Museum in Bonn.
Dornier machte aus dem Produkt ein Geschäftsfeld. 1985 wurde es eine eigenständige Firma, heißt heute Dornier MedTech GmbH und ist in Weßling bei München angesiedelt.